# Musljumovskij rajon
Il Musljumovskij rajon (in russo Муслюмовский район?, in tataro: Мөслим районы) è un municipal'nyj rajon della Repubblica Autonoma del Tatarstan, in Russia. Istituito il 10 agosto 1930, occupa una superficie di 1 464,3 chilometri quadrati, conta 19 109 abitanti ed è suddiviso in 19 comuni rurali. Il centro amministrativo è il villaggio di Musljumovo. Il maggior fiume che solca il distretto è il fiume Ik.